# Måle
Måle er en landsby på Hindsholm ca. 7 km nordøst for Kerteminde.
Måle ligger i Viby Sogn og Kerteminde Kommune.